# HD90931
HD90931 — хімічно пекулярна зоря спектрального класу A8, що має видиму зоряну величину в смузі V приблизно  6,9.
Вона  розташована на відстані близько 286,4 світлових років від Сонця.